# Гулд (Арканзас)
Гулд (енгл. Gould) град је у америчкој савезној држави Арканзас.

## Демографија
По попису из 2010. године број становника је 837, што је 468 (-35,9%) становника мање него 2000. године.
| Група             | 2000.         | 2010.       |
| Белци             | 262 (20,1%)   | 155 (18,5%) |
| Афроамериканци    | 1.018 (78,0%) | 657 (78,5%) |
| Азијати           | 1 (0,1%)      | 0 (0,0%)    |
| Хиспаноамериканци | 14 (1,1%)     | 25 (3,0%)   |
| Укупно            | 1.305         | 837         |